# 江阴体育中心
江阴体育中心又稱江陰市體育中心，是中華人民共和国江蘇省江阴市的一个多功能場所，由体育馆、体育场、市民水上活动中心、全民健身馆組成。
2003年6月，体育馆建成，建筑面积12436平方米，座位數3338。
体育场主要用于舉辦足球比赛。该体育场可容纳30161名观众。它于2009年9月底建成，2010年對外开放。它也是2021年中国足球超级联赛的賽場之一。
2011年9月，市民水上活动中心建成開放，总建筑面积28675平方米，观众席數量為3014座。內有跳水池和游泳池。
全民健身馆於2019年1月對外開放，佔地面積2594.2平方米，总建筑面积14155.22平方米，內有羽毛球场、乒乓球桌、室内篮球场和室外网球场。